# آسکانیش
آسکانیش (انگلیسی: Askanysh) یک شهرک در شهرستان ایگلینسکی استان باشقیرستان کشور روسیه است.